# آنتونی فان دیمن
آنتونی فان دیمن (هلندی: Anthony van Diemen؛ ۱۵۹۳ – ۱۹ آوریل ۱۶۴۵) یک سیاح، و سیاست‌مدار اهل هلند بود. بین سال‌های ۱۶۳۶ تا ۱۶۴۵ میلادی، فان دیمن فرماندار کل کمپانی هند شرقی هلند بود.